# エクセリング
株式会社エクセリング (EXCELLING inc.) は、東京都に本社を置く芸能事務所、番組制作会社である。
番組制作会社として『電波少年』などの映画やテレビ番組などの制作会社として設立。のちに芸能事務所も併設したが、年号が令和に変わる2019年4月に芸能事務所部門を分社化し、株式会社レイワジャパン (REIWA JAPAN) を設立した。

## 所属タレント

### タレント
以下に示すタレントカテゴリの所属者のプロフィールはエクセリング本社に記載されているが、上述の通り2019年4月以後は分社化された「株式会社レイワジャパン」の所属扱いとなっている（後藤祐樹を除く）。
男性タレント・俳優
- 黒田アーサー - 俳優
- 後藤祐樹 - モデル・アーティスト
- ニコラス・ペタス - 格闘家・俳優

女性タレント・モデル
- サヘル・ローズ - 俳優・タレント
- エラ・フレイヤ - オランダ出身YouTuber・モデル・インフルエンサー
- サブリナ-（四月の魚Voc.） アーティスト・モデル

### スポーツ選手・アスリート
- 三浦皇成 - 騎手（業務提携）

### 文化人・アーティスト
- 家田荘子 - 作家・僧侶・コメンテーター・宿曜占星術占い師
- 荻野綱久 - アーティスト・絨毯絵師
- 太田三砂貴 - 日本一の頭脳を持つIQ188

### かつての所属者
- チューヤン（2005年芸能界引退・グラフィックデザイナーへ転職）
- ロシナンテ（花畑牧場に遊牧中）
- 斉藤ゆり（現在は事務所社長）
- 天龍源一郎 - 元プロレスラー（業務提携）

## 制作プロダクション（映画）
- 映画「振り子」-監督：竹永典弘、出演：中村獅童、小西真奈美（ロサンゼルス日本映画祭 監督賞 受賞）
- 映画「fuji_jukai.mov」-沖縄国際映画祭 上映作品（ロサンゼルス日本映画祭 脚本賞 受賞）
- 映画「銃」-監督：武正晴、出演：村上虹郎、広瀬アリス、リリー・フランキー（2018年11月公開）
- 映画「凜」-原作：又吉直樹、出演：佐野勇斗、本郷奏多（2019年2月22日公開）
- 映画「エリカ38」-企画：樹木希林、監督：日比遊一、出演：浅田美代子（2019年6月7日公開）
- 映画「銃2020」-監督：武正晴、出演：日南響子、佐藤浩市、加藤雅也、友近、リリー・フランキー（2020年7月10日公開）
- 映画「女たち」-監督：内田伸輝、出演：篠原ゆき子、倉科カナ、高畑淳子、サヘル・ローズ（モスクワ国際映画祭正式招待作品）
- 映画「18歳のおとなたち」-監督：佐藤周、出演：兵頭功海、三原羽衣、黒田昊夢、久田莉子、黒田アーサー、金子みひろ、阿部亮平、デビット伊東、中島知子、雛形あきこ（2023年12月2日先行上映、2024年春公開）

## 制作協力番組（テレビ）※スタッフ派遣を含む
- 霜降りミキXIT（TBS）
- 生放送で満点出せるかカラオケ100点音楽祭（TBS）
- THE TIME,（TBS）
- 東大王（TBS）
- CDTV（TBS）
- 音楽の日（TBS）
- ラヴィット！（TBS）
- 中居正広の金曜日のスマイルたちへ（TBS）
- 坂上＆指原のつぶれない店（TBS）

## 過去の制作協力番組
- 世界一受けたい授業（日本テレビ）
- のどじまんTHEワールド！（日本テレビ）
- 歌唱王～全日本歌唱力選手権（日本テレビ）
- imagine-nation（NHKワールド）
- カリスmama（NHK BSプレミアム）
- じょんのび日本遺産（TBS）
- 1番だけが知っている（TBS）
- ぴったんこカン★カン（TBS）
- 有田プレビュールーム（TBS）
- 中居大輔と本田翼と夜な夜なラブ子さん（TBS）

### 日本テレビ
- 進め!電波少年
- 雷波少年
- 進ぬ!電波少年
- 電波少年に毛が生えた 最後の聖戦
- 電波少年放送局企画部 放送作家トキワ荘
- 雲と波と少年と
- J'J Kis-My-Ft2 北山宏光 ひとりぼっちインド横断 バックパックの旅

### イベント・スタッフ協力
- 日本テレビ「日テレジャンボリー」
- 日本テレビ「世界縁起のいいもの博覧会」
- ヒーローフェスタ in FUKUOKA　2006 ～国際ヒーロー映画祭～
- TOKYOラーメンショー

### その他
- バイオハザードカフェ＆グリルS.T.A.R.S.　渋谷パルコpart1-7階　2012年夏 期間限定OPEN
- 第2日本テレビ